# Zachodnia dynastia Wei
Zachodnia dynastia Wei – dynastia panująca w północno-zachodnich Chinach w latach 534 - 550.
W roku 532, po pokonaniu klanu Erzhu, faktyczną władzę w państwie Północnej dynastii Wei zagarnął Gao Huan, żołnierz wywodzący się z nadgranicznych „Sześciu garnizonów”. Gao Huan ustanowił marionetkowego cesarza w osobie Yuan Xiu (532 - 534), który jednak nie godząc się ze swoją rolą w roku 534 uciekł na zachód pod opiekę rywala Gao Huana, Yuwen Taia (宇文泰, 506–556). W odpowiedzi Gao Huan ustanowił nowego cesarza i przeniósł stolicę z Luoyangu do Ye. Wkrótce potem także Yuwen Tai koronował własnego marionetkowego cesarza i tym samym doszło do podziału Północnej dynastii Wei na dwie linie, wschodnią i zachodnią, przez późniejszych historyków nazywane odpowiednio Zachodnią i Wschodnią dynastią Wei.
Oba państwa pozostawały pod silnym wpływem Xianbei, którzy stanowili większość elit rządzących; w Wei zachodnim szczególnie dbano o zachowanie tradycji, nakazując zsinizowanym Xianbei powrót do dawnych nazwisk w 549, a nawet nadając wiodącym chińskim rodom nazwiska w języku Xianbei (turkijskim). Oba państwa były też zaciekłymi wrogami. W roku 537 Gao Huan zaatakował Guanzhong, jednak jego armia poniosła klęskę podczas próby przekroczenia przełęczy Tongguan. Podczas kolejnej próby pokonania Yuwen Taia, podjętej jeszcze jesienią tego samego roku, licząca podobno 100 tys. żołnierzy armia Wschodniego Wei przekroczyła Huang He. Yuwen Tai wycofał się z Henanu do Guangzhong, a jego nieliczne (podobno tylko 7 tys. żołnierzy) wojska przyjęły bitwę pod Shayuan nad  rzeką Wei. Dzięki sprytnej zasadzce odniosły wspaniałe zwycięstwo, zabijając 6 tys. wrogów i biorąc 70 tys. w niewolę. W rezultacie tych zwycięstw Zachodniemu Wei udało się zająć na stałe część zachodniego Henanu i południowo-wschodni róg Shanxi, oraz przejąć kontrolę nad dotąd wahającymi się rodami pogranicza. Próba inwazji Wschodniego Wei zakończyła się klęską sił zachodnich 13 września 538 roku w bitwie pod Heqiao. Dla utrwalenia panowania nad Shanxi i zabezpieczenia drogi na Guanzhong Zachodnie Wei zbudowało nad rzeką Fen twierdzę Yubi (dzis. Jishan).
Twierdza ta stała się sceną walk podczas kolejnej inwazji ze wschodu, w 542, odpartej przez obrońców. W roku 543 Yuwen Tai ponownie pomaszerował na Luoyang, jednak i tym razem poniósł klęskę. Kolejne oblężenie Yubi przez Gao Huana w roku 546 także zakończyło się niepowodzeniem. Po roku 546 walki ograniczyły się do nadgranicznych utarczek, bo oba państwa nie mogły uzyskać strategicznej przewagi: stolica Wschodniego Wei była za daleko w głębi państwa dla sił inwazyjnych, a stolica Zachodniego – osłonięta przez potężną twierdzę Yubi. 
Podstawą sił Zachodniego Wei były tzw. 24 armie, których dowódcy byli zależni nie od marionetkowego cesarza, lecz od wojskowej administracji, na czele której stał Yuwen Tai. Pochodzenie żołnierzy tych oddziałów nie jest jasne, ale odegrały one ważną rolę w późniejszym podboju Północnego Qi (następcy Wschodniego Wei) przez Północne Zhou (następcę Zachodniego Wei). Armie Zachodniego Wei były z reguły mniejsze od sił wschodnich; ze względu na niedostatek rekrutowanej wśród północnych nomadów i ich potomków kawalerii, były w dużo większym stopniu uzupełniane zamieszkującymi Guanzhong Chińczykami. Yuwen Tai bardzo skutecznie też pozyskiwał przedstawicieli lokalnych elit, dysponujących często silnymi oddziałami pospolitego ruszenia, nadając im tytuły i wcielając ich oddziały w zorganizowane struktury armii. W ten sposób Yuwen Tai, który nie pochodził z Guanzhongu, związał swoją administrację z lokalnymi elitami. Sprawne wykorzystanie tych elit zapobiegło wybuchom powstań i usamodzielnianiu się lokalnych dowódców wojskowych. W 554 wojsko zostało przeorganizowane nominalnie odtwarzając dawne rodowe struktury Tuoba Xianbei: 36 plemion i 99 wielkich rodów. Przywódcami tych „plemion” i „rodów” zostali mianowani wyróżniający się dowódcy wojskowi.
W 552 Zachodnie Wei zdobyło Syczuan, a dwa lata później opanowało region nad środkowym biegiem Jangcy, poważnie osłabiając rządzącą południem Chin dynastę Liang. Po śmierci Yuwen Taia w 556 roku, jego siostrzeniec i następca Yuwen Hu, mianował cesarzem syna Yuwen Taia, kończąc tym samym Zachodnią dynastię Wei i inaugurując w 557 północną dynastię Zhou.